# Мартина Шимковичова
Мартина Шимковичова (на словашки: Martina Šimkovičová) е словашка политичка и телевизионна водеща. Била е депутатка в Националния съвет на Словакия (2016 – 2020). От 25 октомври 2023 г. е министър на културата на Словакия в четвъртото правителство на Роберт Фицо.

## Биография
Родена е на 29 август 1971 г. в град Модра, Братиславски край, Словашка социалистическа република, Чехословакия. Има две по-големи сестри на име Ева и Дада. Завършва Университета „Коменски“ в Братислава с магистърска степен, а след това придобива научната степен „доктор по педагогика“.
Тя започва работа в дистрибуторска компания. През 1998 г. започва работа в най-големия частен комерсиален телевизионен канал Markíza, чийто генерален директор е Павол Руско. През същата година Мариан Кочнер поема контрола над телевизионния канал.
Мартина Шимковичова става водеща на спортни новини, а през 2005 г. започва да води основната новинарска емисия Televízne noviny с Патрик Швайда. През 2010 г. става водеща на танцовото шоу Let's Dance (словашка версия на Dancing with the Stars).
След раждането на третото си дете през 2013 г. тя прекъсва кариерата си и излиза в отпуск по майчинство.
През февруари 2015 г. се завръща в телевизионния канал Markíza, като е водеща на клюкарското шоу за знаменитости Reflex špeciál. Участва само в пет епизода на шоуто. През лятото на 2015 г. е уволнена заради публикация на страницата си във „Фейсбук“ срещу сирийските бежанци.
След уволнението си аполитичната дотогава Мартина Шимковичева е представяна като крайнодясна медийна звезда. Тя е основното лице в неуспешния опит за стартиране на телевизионния канал INTV в съответното направление. През 2018 г. е номинирана от Института по правата на човека за титлата хомофоб на годината. През 2021 г. става водеща на интернет телевизия Slovan (известна от словашкия проект O médiách, управляван от медийния анализатор Мирослава Кернова, с излъчване на „руска пропаганда, подкрепата на антиваксъри, хомофобски изявления и сътрудничество с далеч по десни партии“).

## Политическа дейност
На парламентарните избори през 2016 г. е избрана за депутат от партия „Ние сме семейство“. През юни обаче председателят на партията Борис Колар я изключва за нарушаване на партийната дисциплина заради участието ѝ във фракцията заедно с Петер Марчек и Растислав Холубек. До края на мандата си е независим депутат в парламента.
На изборите за Европейски парламент през 2019 г. тя оглавява листата на партия „Кметове и независими кандидати“.
На парламентарните избори през 2020 г. оглавява листата на партия „Глас народен“ (съществувала през 2018 – 2021 г., с председател Петер Марчек). Партията успява да премине 5-процентната изборна бариера. През 2021 г. се създава партия „Република“, към която се слива партия „Глас народен“.
На парламентарните избори през 2023 г. е избрана за депутат от Словашката национална партия. Участва 12-а в партийната листа. След назначаването ѝ в правителството мандатът ѝ преминава към Адам Лучански.
На 25 октомври 2023 г. е назначена за министър на културата на Словакия в правителството, ръководено от министър-председателя Роберт Фицо (от „Посока – социална демокрация“).